# Раймунд V (граф Тулузький)
Раймунд V (*Raymond V бл. 1134 — 1194) — граф Тулузький, маркіз Прованський, герцог Нарбонський у 1148—1194 роках. На час його правління припадає найбільше політичне, економічне та культурне піднесення держави. З огляду на дослідження кінця 1990-х років, що виявили існування у 942—978 роках двох графів з ім'ям «Раймунд», то тепер висловлюється думка, що цей Раймунд мав би носити номер VII.

## Життєпис

### Боротьба з Англією
Походив з династії Руерг (Раймундідів). Син Альфонса I, графа Тулузи, та Файдіви Юзес. Народився близько 1134 року. У 1142 році втратив матір. З дитинства виявив цікавість до мистецтва й поезії. 1147 року батько, що рушив у Другий хрестовий похід, призначив Раймунда намісником усіх підвладних земель. 1148 року після смерті батька у Палестині, Раймунда оголошено графом Тулузи.
Водночас Раймунд V призначив своїм співволодарем молодшого брата Альфонса, не бажаючи поділяти володіння та вносити розгардіяш перед зовнішньою загрозою з боку герцогства Аквітанії. Також надав дозвіл на проведення зборів (капітулу) містян Тулузи.
1150 року зумів зайняти Безьє, який передав братові. 1153 року здійснив походи проти Монпельє і Каркассона, захопивши їх володарів (Паймунда I і Вільгельма VII відповідно). 1155 року звільнив бранців за викуп у 3 тис. марок сріблом.
1153 року виступив проти Раймунда I Тренкавеля, віконта Каркассона, який визнав зверхність графа Барселони. Раймунду V вдалося приборкати норовливого васала. 1154 року оженився на доньці короля Франції, чим зміцнив своє становище перед Аквітанією, яка перейшла до династії Плантагенетів, чим збільшилася загроза до Тулузького графа. 1155 року підтримав повстання роду Бо проти графа Провансу, родича графа Барселони.
1159 року проти Тулузи виступила коаліція з числа Генріха II Плантагенета, короля Англії, Альфонсом I, Рамона-Беренгера IV, графа Барселонського та Вільгельма VI, сеньйора Монпельє. Втім Раймунду V за допомогою французьких військ короля Людовика VII вдалося відбити наступ.

### Боротьба за Прованс
1161 року в Тулузі відбувся собор французьких прелатів, де визначалося кого підтримувати папу римського Олександра III чи антипапу Віктора IV (прихильника імператора Фрідриха I). Раймунд V надав підтримку останньому. У 1162—1164 роках відбулася чергова війна з Англією, без якогось результату. 1163 року підтвердив мирну угоду з Раймундом I, віконтом Каркассону.
У 1165 році встановив союзницькі стосунки з Фрідрихом I, імператором Священної Римської імперії, розглядаючи цей союз як противагу Франції. Того ж року підтримав архієпископа Нарбонну під час релігійного диспуту в Лосберсі з катарами. 1166 року розлучився з сестрою французького короля, оженившись 1167 року на удові графа Провансу.
1170 року втрутився у протистояння Арагону з віконтством Каркассон, завдяки чому посилив свій вплив над віконтством. Невдовзі остаточно передав віконтство Бельє брату Альфонсу II.

### Війни з Англією та Арагоном
1171 року проти Раймунда V виступив Генріх II, король Англії, який завдав поразки військам графа Тулузи, але не зміг захопити столицю. У 1173 році було укладено мир з Англією (король якої був герцогом Аквітанії), за яким Раймунд V вимушений був поступитися віконтством Лімузен, натомість Плантагенети визнали Раймунда V графом і паном усіх спадкових володінь. 1174 року остаточно приєднав графство Мельгей.
1175 року у місті Ломберті Раймунд V був вдруге присутній на дебатах з представниками секти, що називали себе «Добрі люди» (катари). Разом з тим поширення катаризму серед знаті, купців становило загрозу для влади графа Тулузького. Тому намагався оружно протидіяти поширенню єресі, але зазнав невдачі під час облоги замку Лавор.
1176 року в Тарасконі уклав мирний договір з Альфонсом II Арагонським, за яким визнав владу останнього над графствами Прованс, Гавалда і Карла, отримавши натомість 31 тис. марок сріблом. Цим було усунено загрозу з півдня.
У 1178 році під тиском Альфонса II, короля Арагона, який переслідував єретиків у своїх володіннях й мав саме зробити в Лангедоку, Раймунд V запросив до своїх володінь цистерціанців. Цим він бажав відвести від себе звинувачення у потуранні єретикам.
1181 року, скориставшись посиленням катарів у володіннях Рожера II, віконта Каркассона, зумів змусити того визнати свою зверхність, а потім примусити катарів замку Лавор перейти в католицтво. Проте того ж року проти нього сформувався новий союз Англії та Арагону, до яких долучився Прованс і Каркассон. Втім, перемога васалів Раймунда V при Монпельє завдала удару планам ворогів.
У 1182 році підтримав Генріха Молодого у протистоянні з принцом Річардом за герцогство Аквітанське. Втім, не досяг успіху через смерть Генріха Молодого у 1183 року. У відповідь Річард Аквітанський в союзі з Альфонсом II, королем Арагону, атакував Тулузьке графство, захопивши Кверсі та Альбігуа. За угодою, Раймунд V поступився частиною графства Кверсі. 1185 року підтверджено Тарасконську угоду з Арагоном.

### Останні роки
1187 року купив в роду Тренкавель Німське графство. 1189 року встановив контроль над графством Валентінуа. 1190 року спробував відвоювати втрачені замки Керсі, проте невдало. Протягом 1191—1192 років остаточно замирився з Арагоном, а 1194 року — з Плантагенетами.
Помер 1194 року. Владу успадкував старший син Раймунд.

## Родина
1. Дружина — Констанція, донька Людовика VI Капета, короля Франції.
Діти:
- Раймунд (д/н—1222), граф Тулузи у 1194—1222 роках
- Альберік (1157—1180)
- Аделаїда (д/н—1199), дружина Рожера II Тренкавеля, віконта Каркассона
- Балдуїн (1165—1215), віконт Брунікель

2. Дружина — Ріхеза, донька Владислава II П'яста, князя Польщі.
Бастарди від коханки:
- Інді (1192—1249), дружина Гвілберта Лотрека